# Jaime de Angulo
Jaime de Angulo (Parigi, 1887 – 1950) è stato un linguista, etnologo e scrittore spagnolo attivo negli Stati Uniti.

## Biografia
Jaime de Angulo nacque a Parigi da genitori spagnoli. Nel 1905 si recò negli Stati Uniti con l'intenzione di diventare un cowboy, e giunse a San Francisco alla vigilia del grande terremoto del 1906.
Nei primi anni Venti, poco dopo il suo matrimonio con Lucy Shepard Freeland (detta Nancy), De Angulo iniziò la sua carriera all'Università della California di Berkeley come linguista sul campo; aveva già conseguito una laurea all'Università Johns Hopkins e compiuto delle ricerche in biologia all'Università di Stanford. Durante il decennio successivo egli e sua moglie vissero per periodi intermittenti tra diverse tribù di indiani californiani per studiare le loro culture, le loro lingue e la loro musica. Da linguista contribuì alla conoscenza di oltre una dozzina di lingue indigene e di sistemi musicali della California settentrionale e del Messico, e raccolse sul campo informazioni sulle loro culture e tradizioni orali. De Angulo era particolarmente interessato alla semantica dei sistemi grammaticali delle tribù che studiava, e fu un pioniere nello studio dell'etnomusicologia dell'America del nord, in modo particolare per le sue registrazioni di musica indigena, e si preoccupò specialmente di sviluppare una comprensione esistenziale di cosmologia, psicologia sociale, valori e cultura degli indigeni americani. Nella prospettiva della ricerca accademica di quel periodo, ciò equivaleva a "farsi indigeno".  La sua esposizione-chiave di questo argomento fu Indians In Overalls ("Indiani in tuta da lavoro"), pubblicato inizialmente nel 1950 in The Hudson Review e successivamente in volume.
De Angulo tenne corrispondenze con Franz Boas, Alfred L. Kroeber ed Edward Sapir. Gran parte del suo lavoro sul campo fu sovvenzionato dalla Commissione sulla Ricerca sulle Lingue Indigene Americane dell'American Council of Learned Societies, che ne pubblicò una parte sotto la direzione per lo più di Boas, e in parte di Kroeber, capo del Dipartimento di Antropologia di Berkeley e che conserva l'archivio dei suoi appunti.
Come fonestista fu in larga parte autodidatta. Non aveva un'istruzione formale in questo campo, ma acquisì una base nella disciplina dai linguisti con i quali lavorava, compresa Nancy Freeland; secondo le sue stesse parole, la sua corrispondenza con la quale cercava d'istruirsi "esaurì la pazienza di Sapir". In un solo caso l'accuratezza dei suoi rilevamenti è stata messa in dubbio, e una parte del lavoro linguistico attribuito a lui fu realizzato in realtà da sua moglie. Anche Boas, Kroeber e infine Sapir avevano dei dubbi sulla sua affidabilità, e Boas sospettò che una parte della sua analisi degli Achumawi fosse immaginaria e non basata su effettive osservazioni, ma questi apripista del campo della linguistica indigena americana avevano un bisogno urgente di procurarsi dei collaboratori sul campo con una competenza qualsiasi finché le lingue indigene erano ancora parlate.
Lo stile di vita bohémien di de Angulo non si conformava agli usi e alle ipocrisie sociali dell'università e contribuì a far sì che non riuscisse ad avere una normale carriera accademica. Il suo coinvolgimento nella ricerca pratica sugli Indiani d'America ebbe fine in seguito alla morte di suo figlio Alvar in un incidente stradale nel 1933, presso Big Sur. Si ritirò nel ranch isolato in cima a una collina dove aveva vissuto a intermittenza per molti anni, e dove aveva posto la sua residenza per la prima volta nel 1915 dopo il fallimento del suo ranch di Alturas. Da allora i suoi scritti furono per lo più in forma di narrazioni e di poesie, che in gran parte giustificò come tecniche alternative per presentare in una forma accessibile ai più le informazioni etnografiche che aveva raccolto. Ciò fu vero specialmente per il suo libro di maggior successo, Racconti indiani. Gran parte del suo lavoro di narrativa tentò d'inserirsi nel filone dei "racconti indiani del coyote", ossia l'ingegnosità del trickster che spesso appare nelle narrazioni indigene. Ezra Pound lo definì "l'Ovidio americano" e William Carlos Williams "uno degli scrittori più eccezionali che abbia mai incontrato." De Angulo fece anche da mentore a molti autori famosi, tra i quali Jack Spicer nella linguistica e Robert Duncan nella magia sciamanica nordamericana; compare come personaggio nei libri di Jack Kerouac.
La reputazione di de Angulo è molto varia; viene visto a seconda dei casi come un etnografo sul campo dotato ma inconcludente, come un Vecchio Coyote, un eroe anarchico e un talentuoso sovversivo. Alcuni (tra i quali Pound e Williams) guardavano a lui come a un abile poeta. De Angulo plasmò e diversificò l'immagine accademica del panorama indigeno californiano. La sua reinterpretazione dello status ontologico della cosmologia e dell'etnologia indigene americane anticiparono le ideologie dell'ecologia profonda e del "ritorno al Pleistocene" degli anni Novanta. Fu amico e collega di poeti, compositori e studiosi come Harry Partch, Henry Miller, Robinson Jeffers, Mary Austin, Henry Cowell, Carl Jung, D. H. Lawrence, Kenneth Rexroth, Robert Duncan e molti altri, e membro importante dell'avanguardia letteraria e culturale della zona della baia di San Francisco dal suo arrivo là fino alla sua morte.

## Opere
- (EN) Coyote Man and Old Doctor Loon, San Francisco, Turtle Island, 1973.
- (EN) Coyote's Bones, San Francisco, Turtle Island, 1974.
- (EN) Indians in Overalls, San Francisco, Turtle Island, 1973. Prima pubblicazione sulla Hudson Review, 1950.
- (EN) Indian Tales, New York, A.A. Wyn, 1953.
  - Gli Indian Tales furono letti in diretta sull'emittente radiofonica KPFA nel 1949 (prima della pubblicazione in volume) e uscirono come audioregistrazione.
  - Traduzione italiana  Racconti indiani, Milano, Adelphi, 1973.
- (EN) Stefan Hyner (a cura di), Home Among The Swinging Stars: Collected Poems, Albuquerque, La Alameda Press, 2006.
- (EN) The Lariat, San Francisco, Turtle Island, 1974.
- (EN) Don Bartolomeo, San Francisco, Turtle Island, 1974.
- (EN) Old Time Stories, vol. 1: Shabegok, San Francisco, Turtle Island, 1976.
- (EN) Old Time Stories, vol. 2: How The World Was Made, San Francisco, Turtle Island, 1976.